# Пострейтер, Павел Борисович
Павел Борисович Пострейтер (25 мая 1896 год, c. Городок, Витебская область, Беларусь, Российская империя — неизвестно, Ленинград, СССР,) — советский государственный деятель. Председатель Верховного суда Белоруссии. Нарком коммунального хозяйства Казахской ССР.

## Биография
Павел Борисович Пострейтер родился 25 мая 1896 года в с. Городок (Белоруссия) в семье служащего. По национальности — белорус. Член партии левых социалистов-революционеров в 1918 г., член Коммунистической партии с 1919 г.

### Образование
В 1917 году окончил гимназию (г. Витебск), в 1924 году учился в МГУ.

### Трудовая деятельность
В 1918-1919 годах начальник Витебской городской милиции.
В 1919-1920 годах военный следователь, заведующий следственной частью, затем заместитель председателя, член Военного трибунала 5-й армии (Восточный фронт).
В 1920-1921 годах председатель трибунала Харьковского военного округа (Южный фронт).
В 1921- 1922 годах заместитель председателя райисполкома, председатель реввоентрибунала (Западный фронт).
В 1922-1924 годах член военной коллегии Верховного суда РСФСР (г. Москва).
В 1924-1926 годах председатель Верховного суда Белоруссии (г. Минск).
В 1926-1928 годах заместитель постоянного представителя БССР при Совнаркоме СССР (г. Москва).
В 1928-1931 годах председатель Нижне-Волжского краевого суда (г. Саратов).
В 1931-1932 годах секретарь, председатель областной контрольной комиссии ВКП(б)- нарком Рабоче-крестьянской инспекции АССР немцев Поволжья (г. Энгельс).
С декабря 1932 по ноябрь 1933 года заместитель председателя Краевой контрольной комиссии ВКП(б) — заместитель наркома рабоче-крестьянской инспекции Казахской АССР.
С ноября 1933 по июль 1937 года нарком коммунального хозяйства Казахской АССР.
В июле 1937 года освобожден от должности по личной просьбе и выехал из Казахстана.
После 1937 года председатель Азово-Черноморского краевого суда.
В 1943 году сотрудник Военного трибунала Ленинградской армии ПВО, майор.
Похоронен на Пискаревском кладбище г. Ленинград.

### Общественная и партийная деятельность
Кандидат в члены ЦИК БССР (1926).
Член ЦИК АССР немцев Поволжья (1931).
Член КазЦИКа (1935).
Кандидат в члены Казкрайкома ВКП(б) (1934).

### Семья
Первая жена Наталья Александровна Челюсткина (март 1905, Санкт-Петербург - 13 января 1979, Алма-Ата) - заместитель председателя Казсовпрофа, репрессирована. Дочь Зоя (1933–1991) (в замужестве Борисова) — окончила Казахский горный институт, работала гидрогеологом и учителем.
Во втором браке родился сын Владимир.

### Награды
Медаль «За оборону Ленинграда» (2.06.1943).